# غوريلا جونز
غوريلا جونز (بالإنجليزية: Gorilla Jones)‏ كان ملاكم أمريكي بدأ مسيرته الاحترافية سنة 1923. خسر أمام الفرنسي مارسيل ثيل في سنة 1932. نازل فريدي ستيل في سبتمبر 1935 وتعادل معه. أدخل في قاعة مشاهير الملاكمة الدولية سنة 1994 بعد وفاته.

## روابط خارجية
- غوريلا جونز على موقع بوكس ريك (الإنجليزية) (registration required)